# Tetragnatha fletcheri
Tetragnatha fletcheri este o specie de păianjeni din genul Tetragnatha, familia Tetragnathidae, descrisă de Gravely în anul 1921. Conform Catalogue of Life specia Tetragnatha fletcheri nu are subspecii cunoscute.